# Polskie Stronnictwo Ludowe – Lewica (frakcja PSL)
Polskie Stronnictwo Ludowe – Lewica – lewicowa frakcja Polskiego Stronnictwa Ludowego opozycyjna wobec Stanisława Mikołajczyka, posiadająca trzyosobowy klub w Sejmie Ustawodawczym.
Frakcja ukształtowała się w maju 1946, jednak dopiero po wyborach do Sejmu Ustawodawczego w styczniu 1947 wystąpiła publicznie i w sposób zorganizowany przeciw prawicowemu kierownictwu PSL. Przewodniczącym komitetu organizacyjnego był Józef Niećko, jego zastępcą Czesław Wycech, a pozostałymi członkami Kazimierz Banach, Jan Dębski, Stanisław Koter i Bronisław Warowny. Lewica usunięta ze stronnictwa, nie uznała decyzji jego władz i nadal działała w PSL, mimo utworzenia w kwietniu 1947 Centralnego Komitetu Lewicy PSL (jego przewodniczącym był Józef Niećko, zastępcą przewodniczącego Czesław Wycech, sekretarzem Kazimierz Banach, skarbnikiem Jan Domański, a pozostałymi członkami Jan Dębski, Stanisław Koter i Bronisław Warowny). Powołała natomiast odrębny klub poselski, którego przewodniczącym był Czesław Wycech, a pozostałymi posłami Kazimierz Banach i Stanisław Koter. PSL-Lewica stała na stanowisku współdziałania z Blokiem Stronnictw Demokratycznych i pozytywnego ustosunkowania się do przeobrażeń społeczno-gospodarczych w Polsce Ludowej. 27 października 1947 przejęła ster kierownictwa w PSL (Józef Niećko został jego prezesem), które 27 listopada 1949 połączyło się z SL, tworząc Zjednoczone Stronnictwo Ludowe (początkowo Czesław Wycech był jednym z jego wiceprezesów, a Józef Niećko prezesem Rady Naczelnej). 
Organem prasowym tego środowiska było pismo „Chłopi i Państwo”.